# Раулов, Иван Петрович
Иван Петрович Раулов (1828–1869) — русский художник (акварелист, миниатюрист), академик Императорской Академии художеств.

## Биография
Воспитывался в Академии Художеств, в качестве вольноприходящего ученика (по 1855). В период учёбы неоднократно награждался Академией: малая серебряная медаль (1851) за портрет с натуры г-на Герике (на кости) и г-жи Сарзе (акварель), малая золотая медаль (1852) за акварельный портрет графа Ф. П. Толстого, малые серебряная и золотая медали (1853) за портрет полицмейстера классов Академии художеств г-на Фрике. Получил большую золотую медаль с правом ехать за границу пенсионером Академии (1854) за акварельный портрет вице-президента Академии художеств графа Ф. П. Толстого. За границей Раулов временно отступил от портретной живописи и занялся «картиной собственной композиции по сюжету, заимствованному из процессии католического обряда: шествие священника с дарами в дом больного», бывшей потом на Лондонской всемирной выставке. Пробыв шесть лет за границей, Pаулов вернулся в Россию (1862), получив звание академика (1861). После возвращения занимался почти исключительно портретною живописью.
Кроме упомянутых выше работ, наиболее известны портреты: князя Э. В. Голицына (1852), княгини Е. В. Голицыной (1852), графа Г. А. Кушелева-Безбородко (1861), кроме того: картины «Итальянка» (1859) и «Итальянский мальчик с ослом».

## Галерея
- Литография «Портрет Николая I» (1840-е годы)
- Портрет князя Эммануила Васильевича Голицина (1852)
- Миниатюра «Портрет неизвестной сидящей в кресле» (1853)
- Мозаичный медальон «Св. Вера» (1862) копия с медальона ― портрета Марии Краснокутской (жены друга И. П. Раулова ―  музыканта Льва Краснокутского)
- Портрет Александра II (1864)
- Портрет П. Д. Антиповой (1868)
- Портрет И. А. Гончарова (1868)[6]